# 居住の権利
居住の権利（きょじゅうのけんり）とは、すべての人間は適切な住居に居住することができる、という権利である。主に社会権に属する。

## 国際人権法における居住の権利
居住の権利は人権に関する複数の国際条約で基本的人権として認められている。
国際連合総会で1948年に採択された世界人権宣言では、25条1項に「衣食住を含む充分な生活を享受する権利」を定めている。
1966年に採択された経済的、社会的及び文化的権利に関する国際規約（社会権規約）の第11条では、食糧および衣類に並んで住居についても、締約国政府に対して相当な生活水準と生活条件の不断の改善を求める権利をすべての者に認めている。
1976年には第1回人間居住会議（ハビタットI）が開かれ、「人間居住に関するバンクーバー宣言」が採択された。適切な住居は基本的人権であり、それを実現することは政府の義務である、と述べている。
1993年に国連人権委員会で決定された強制立退きに関する決議は、強制立退きは居住の権利への重大な違反であるとし、各国政府には強制立退きを防ぐ責任がある、と述べている。
1996年には第2回人間居住会議(ハビタットII)において「人間居住に関するイスタンブール宣言」が採択された。

## 日本法における居住の権利
居住の権利は、生存権を定めた日本国憲法第25条の具体化である生活保護制度の中で、住宅扶助という形で保障されている。

## 「適切な住居」とは
1991年に出された、社会権規約委員会による居住に関する権利についての一般的意見4号は、その住居が「適切な住居」と言えるための一般的な条件を挙げている。
- 居住に対する法的保護（強制立退きや嫌がらせ及びその他の脅威からの保護があること）
- 利用可能性（安全な水、暖房、明かり、便所、洗面所、冷蔵庫、ごみ収集、排水などの存在）
- 取得可能性（家賃等が居住を妨げない範囲の額であること、理不尽な家賃の値上げから守られていること）
- 居住可能性（適切な広さがあること、雨風暑さ寒さ湿気その他の健康を害しうる要素から守られること）
- アクセシビリティ（障がい者、病人、老人、子供等にとっても利用可能であること）
- 適切な立地（職場、学校、病院、保育所など社会施設が利用可能な場所に立地していること、汚染されまたは汚染される可能性のある立地でないこと）
- 文化的適切性（文化的アイデンティティ及び多様性の観点からも適切であること）

## 「強制立退き」とは
1997年に出された、居住に関する権利についての一般的意見7号は、「強制立退き」の定義を以下のように述べている。
個人・家族および／または共同体を、彼らが占有している住居および／または土地から、意志に反して、適切な形の法的またはその他の保護を与えること及びそれらへのアクセスなしに、恒久的または一時的に立ち退かせること。